# Xiliao
La rivière Xiliao est une rivière chinoise de Mongolie-Intérieure d'une longueur de 829 km. Elle est un des tributaires du fleuve Liao.

## Source de la traduction
- (de) Cet article est partiellement ou en totalité issu de l’article de Wikipédia en allemand intitulé « Xiliao He » (voir la liste des auteurs).
- Pour l'ensemble des points mentionnés sur cette page : voir sur OpenStreetMap (aide), Bing Cartes (aide) ou télécharger au format KML (aide).